# Efekt Anrepa
Efekt Anrepa (regulacja homeometryczna) – zjawisko występujące w mięśniu sercowym, polegające na zwiększeniu siły jego skurczu po wzroście obciążenia następczego (afterload). Występuje także w odnerwionym mięśniu sercowym. Opisane przez rosyjskiego fizjologa Gleba Anrepa w 1912 roku.